# Kłosów (Mieszkowice)

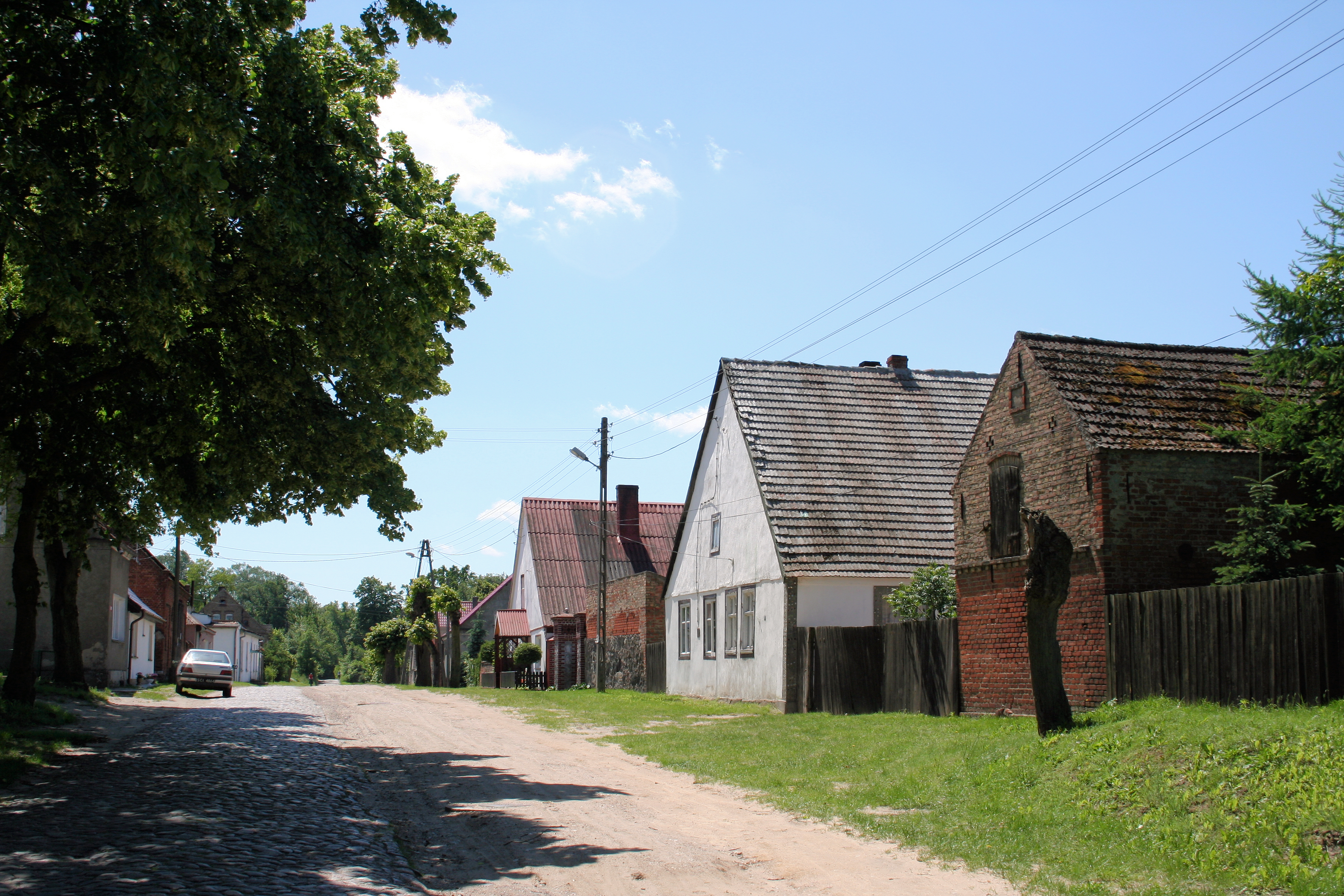
Ansicht von Klossow

Kłosów (deutsch Klossow oder Klössow) liegt  in der Woiwodschaft Westpommern im ehemaligen Landkreis Königsberg Nm. in der Neumark von Brandenburg in der heutigen Landgemeinde Mieszkowice. Es unterstand ab dem Jahre 1802 dem Amt Zellin, nachdem das Amt Klossow aufgelöst wurde. Das Amt Zellin bestand bis 1872. Das Dorf hat eine Einwohnerzahl von 224. Das Dorf liegt ungefähr 5 Kilometer südlich von Mieszkowice, 57 südlich von Gryfino und 76 Kilometer entfernt von der  Provinzhauptstadt Szczecin.

## Söhne und Töchter
- Karl Borchert (1876–1937), deutscher Widerstandskämpfer gegen den Nationalsozialismus

## Personen, die mit Kłosów in Verbindung stehen
- Berend Joachim von Mörner (–1675), deutscher Offizier, siehe Mörner (Adelsgeschlecht)